# Дреница
Дреница (алб. Drenica) је пространи планински предео на Косову и Метохији који брдовитим појасом одваја Косово од Метохије. Ову област чине територије општина Србице, Глоговац и село Крлигате које је у саставу општине Зубин Поток.

## Географски подаци
Дреницу чине две жупе. На западној страни је већа и налази се у јако разгранатом поречју реке Клине око којег се налазе насеља Горња Клина, Србице и Клине. Река Клина даље иде ка Метохији где се улива у Бели Дрим. Просечна надморска висина ове области је 500 m. Мања је жупа на истоку се простире око Седларске реке, левог изворног крака реке Дренице, и даље око реке Дренице до села Доброшевца (апсолутна висина 560 m). Одатле се ова жупа између Чичавице на северу и Голеша на југу пробија у Косово поље где протиче Ситница.
Оба дела, области везују се нижим током река Клине и Дренице у планини Девич, где се налази и манастир Девич. Око ове области се налазе планински венци. На северу је област затворена Мокром гором, на североистоку Чичавицом. Превојем између ових двију планина област је везана с доњим Косовом код Митровице. На југозападу је Дреница спојена с Метохијом, а на југоистоку са жупом Лапушником. У јужном делу се граничи са средњим и најширим делом Косовске низије око Приштине.

## Историја
Дреница се први пут помиње 1413, када је Ђорђе Бранковић, с мајком Маром и браћом Ђурђем и Лазаром, поклонио село Доброшевце манастиру Светог Павла на Светој Гори. Деспот Ђурађ Бранковић (1427—1456) је на реци Власи, која је притока Клине, подигао манастир Девич. Поред Девича у овој области је био велики број манастира који су у каснијим добима уништени. Зато се често могло чути да је Дреница „друга српска Света Гора”, о чему је написана и књига.
У Дреници је после Првог светског рата владала анархија, због многих арнаутских качака, али је она, после погибије качачког вође Азема Бејте у Галици 1924, и његове пратиље Шоте Галице, пресечена. Септембра 1926. качаци из околине Приштине под вођством Шабана Адемовића извршили су атентат на вучитрнског среског поглавара Николића код Вучитрна и склонили се на подручје Рудничких планина у Дреници где их је пронашао жандармеријски дренички вод поручника Стевана Поповића. У борбама је страдао вођа качачке чете Шабан Адемовић а рањен је Харем Незир као и још неколико качака. Слична ситуација је била и у доба комунизма, када су Срби ретко залазили у албанска села, и углавном се ограничавали у већим насељима. Крајем 20. века овде је било велико упориште терориста и ту су почели битке албанске ОВК са српским снагама.
У међуратном периоду је исечено много шуме, насељавани су људи из других крајева, нпр. Босанске крајине.

## Становништво
Већину становништва чине познати дренички Албанци, који су знатним делом српског порекла. Многи Албанци имају српска презимена и знали су за своје крсно име. У сваком дреничком селу има развалина српских цркава, а Албанци су чували гробља својих предака из, времена, кад су били православни Срби и знали су за записе у дубовима од ранијих крстоноша. Топографска номенклатура и многи етнографски називи су доскора остали српски. Поред већине Арнаута у Дреници има Арбанаса досељених из Малесије. Малисори су се доселили као католици, па су се тек овде потурчили. У Лауши има досељеника од Васојевића, из Црне Горе, који су овде примили ислам, и затим се албанизовали. Из Дренице је знатан број православних Срба избегао у Метохију, неки почетком 20. века, а неки почетком 18. века и још раније. Бежали су под притиском албанског насиља и да не би били потурчени.
∗ Етнографско истраживање од 1934. до 1937. године
- Племенска припадност становништва Дренице по насељима 1934—1937.
- Етнички састав и порекло становништва Дренице по насељима 1934—1937.
- Етнички састав Дренице по насељима 1934—1937.

∗ Пописи становништва 1961. и 1971. године
- Етнички састав Дренице по насељима 1961. године
- Етнички састав Дренице по насељима 1961. године
- Етнички састав Дренице по насељима 1971. године
- Етнички састав Дренице по насељима 1981. године

∗ Пописи становништва 1981. и 1991. године
- Етнички састав Дренице по насељима 1981. и 1991. године
- Етнички састав Дренице по насељима 1981. године
- Етнички састав Дренице по насељима 1991. године
- Етнички састав Дренице по насељима 1991. године (пописано становништво)
- Етнички састав Дренице по насељима 1991. године (пописано становништво)

После бомбардовања 1999. године ова регија је доживела тотално етничко чишћење. У појединим насељима готово да није остала нити једна српска кућа, па је у њима популација у готово потпуности албанска. Једина два села у којима има српског живља су Бање и Суво Грло, са око 350 Срба.